# Dorysthenes pici
Dorysthenes pici là một loài bọ cánh cứng trong họ Cerambycidae.